# Institut fédéral de la propriété intellectuelle
 (octobre 2021).
Si vous disposez d'ouvrages ou d'articles de référence ou si vous connaissez des sites web de qualité traitant du thème abordé ici, merci de compléter l'article en donnant les références utiles à sa vérifiabilité et en les liant à la section « Notes et références ».
Pour les articles homonymes, voir IPI.
L'Institut Fédéral de la Propriété Intellectuelle (IPI) (en allemand Eidgenössiches Institut für Geistiges Eigentum, en italien Istituto Federale della Proprietà Intellettuale, en romanche Institut Federal da Proprietad Intellectuala, en anglais Swiss Federal Institute of Intellectual Property) est le centre de compétences (Office des brevets) de la Confédération suisse pour toutes les questions qui touchent aux brevets, aux marques, aux désignations de provenance, aux designs et au droit d'auteur. Rattaché au Département fédéral de justice et police, il a son siège à Berne. 
Depuis sa transformation en établissement de droit public de la Confédération en 1996, il est doté d'une personnalité juridique propre et financièrement indépendant de la Confédération. L'IPI compte près de 260 employés (mars 2014). Catherine Chammartin en est l'actuelle directrice.

## Mandat et prestations
Les tâches de l'IPI sont définies dans la loi sur le statut et les tâches de l'Institut Fédéral de la Propriété Intellectuelle (LIPI) : 
- Délivrance de titres de protection : L’IPI est l’autorité officielle d’enregistrement en Suisse des brevets, des marques et des designs et, suivant la procédure, l’office récepteur des demandes internationales d’enregistrement. Il examine les demandes nationales, délivre les titres de protection et administre les registres officiels. Swissreg est l'organe de publication officiel des titres de protection industriels. Cette base de données en ligne permet de consulter gratuitement les informations des registres de titres de protection et celles concernant les topographies protégées.
- Services régaliens d'information : L'IPI fournit aux agents économiques, aux établissements de formation et au public des informations sur les systèmes de protection des biens immatériels et sur la manière d'en tirer avantageusement parti. À cet effet, il propose entre autres une plateforme pour les PME et les non-spécialistes à l'adresse www.pme.ch.
- Prestations à caractère politique : L'IPI prépare les lois sur les brevets d’invention, les designs, le droit d'auteur et les droits voisins, les topographies de produits semi-conducteurs, les marques et les indications de provenance, les armoiries publiques et autres signes publics ainsi que les autres actes dans le domaine de la propriété intellectuelle. Il conseille les autorités fédérales et représente la Suisse dans les organisations internationales et les négociations avec des Etats tiers dans le domaine de la propriété intellectuelle.
- Services commerciaux d'information : Sous le label ip-search, l'IPI propose, sur la base du droit privé, des recherches de marques et des recherches de brevets : dans le domaine des marques, avant tout les recherches de marques similaires et, dans le domaine des brevets, les recherches sur l'état de la technique, les recherches relatives à la validité d'un brevet (en vue d'oppositions), les recherches de violation de brevet (pour établir la liberté d'exploitation) et les analyses contextuelles. L’information en matière de marques, de technologies et de brevets constitue, pour les entreprises, une base de décision importante dans les domaines de la recherche, du développement et du marketing ainsi que sur le plan juridique.

## Employés

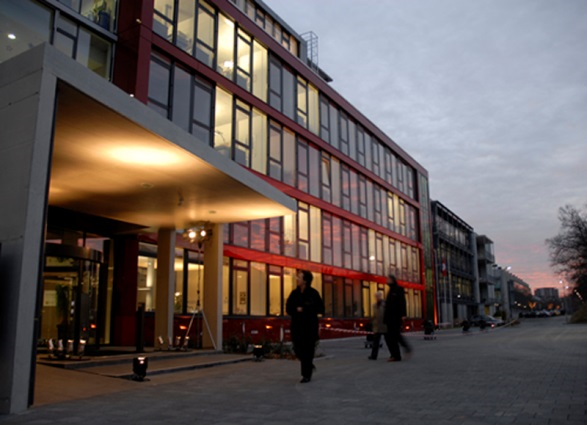
Bâtiment de l'IPI à la Stauffacherstrasse, Berne

### Direction
- 1888-1921 : Friedrich Haller
- 1921-1935 : Walter Kraft
- 1935-1961 : Hans Morf
- 1962-1969 : Joseph Voyame
- 1969-1975 : Walter Stamm
- 1976-1985 : Paul Brändli
- 1985-1989 : Jean-Louis Comte
- 1989-2015 : Roland Grossenbacher
- Depuis 2015 : Catherine Chammartin

### Expert technique
- 1902-1909: Albert Einstein[1]

## Histoire
Le Bureau fédéral de la propriété intellectuelle voit le jour le 15 novembre 1888. En 1978, le Bureau est rebaptisé Office fédéral de la propriété intellectuelle (OFPI) dans le sillage de la nouvelle loi sur l'organisation de l'administration. Le 1er janvier 1996, il obtient le statut d’établissement de droit public indépendant sous la désignation d'Institut Fédéral de la Propriété Intellectuelle (IPI).

### Bases légales
- Loi fédérale sur le statut et les tâches de l’Institut fédéral de la propriété intellectuelle (LIPI)
- Lois sur la propriété intellectuelle